# Comité national du rassemblement pour le développement
Pour les articles homonymes, voir CNRD.
Le Comité national du rassemblement pour le développement (CNRD) est une junte militaire de transition proclamée en Guinée après le coup d'État du 5 septembre 2021.

## Formation
Un groupe de militaires, appelé « Comité national du rassemblement pour le développement », prend le pouvoir par un coup d'État le 5 septembre 2021 à Conakry. Il détient le président Alpha Condé. Le colonel Mamadi Doumbouya, chef du coup, proclame qu'ils dirigeront le pays pendant une période de transition de dix-huit mois. Il annonce la suspension de la Constitution, la dissolution du Gouvernement et des institutions ainsi que la fermeture des frontières.
Le 17 septembre, la junte le désigne président de la République. Le 27 septembre est publiée la charte de la transition qui fait de Doumbouya le président de la Transition, et prévoit la désignation d'un Conseil national de la transition — qui fait office de Parlement et devra rédiger la prochaine Constitution — et d'un Premier ministre civil. Par ailleurs, Doumbouya et les autres membres de la junte sont inéligibles pour les prochaines élections,. Il prête serment le 1er octobre au palais Mohammed V devant la Cour suprême qui détiennent les prérogatives de la Cour constitutionnelle dissoute,.

## Membres
- Président : Mamadi Doumbouya

### Vice-président de la Guinée
- Chef d'état major de l'armée guinéenne : Colonel Sidiba Koulibaly[10]
- Haut commandant de la gendarmerie nationale : Colonel Balla Samoura
- Ministre secrétaire général de la présidence de la République : Amara Camara
- Porte-parole : Lieutenant-colonel Aminata Diallo[11]
- Membre : Colonel Mohamed Sylla, Aboubacar Sidiki Camara

## Fait majeurs
Le 19 février 2024, en pleine crise à la suite de l'explosion du dépôt de carburant de Kaloum, le CNRD limoge le gouvernement Bernard Goumou. Bah Oury lui succède le 27 février et constitue dans la foulée un nouveau gouvernement.